# Acrosathe yoshikoae
Acrosathe yoshikoae är en tvåvingeart som beskrevs av Akira Nagatomi och Lyneborg 1988. Acrosathe yoshikoae ingår i släktet Acrosathe och familjen stilettflugor. Inga underarter finns listade i Catalogue of Life.